# گربه‌ها (موزیکال)
گربه‌ها (به انگلیسی: Cats، یا CATS) یک تئاتر موزیکال با آهنگسازی اندرو لوید وبر، بر پایه کتابی از تی. اس. الیوت است. این موزیکال ترانه استانداردی را به دنیای موسیقی معرفی کرد به نام خاطره.
این موزیکال ابتدا در سال ۱۹۸۱ در تئاتر وست اند و در ۱۹۸۲ در برادوی روی صحنه رفت که هر دو توسط ترور نون کارگردانی شده‌بود. طراحی رقص نیز بر عهده گیلین لین بود. گربه‌ها برنده جایزه‌های بسیار مانند جایزه تونی برای بهترین موزیکال گردید. اجرای لندن آن بیست و یک سال به طول انجامید و اجرای برادوی هجده سال که در نوع خود رکورد محسوب می‌شود. الین پیگ و بتی باکلی هر دو با این موزیکال اجراهای بسیاری داشتند. داستان این موزیکال دربارهٔ گربه‌هایی به نام جلیکلز است و آنها در شبی تصمیم می‌گیرند که کدام گربه بر لایه هوی‌ساید جلوس کند و زندگی به یک زندگی نو بازگردد. این اجرا از نظر زمان روی صحنه بودن دومین اجرا در تاریخ برادوی و چهارمین در تاریخ اجرای وست اند است. همچنین این تئاتر به بیست زبان ترجمه شده‌است و یک فیلم به همین نام از آن ساخته شده‌است.